# Moviment de resistència

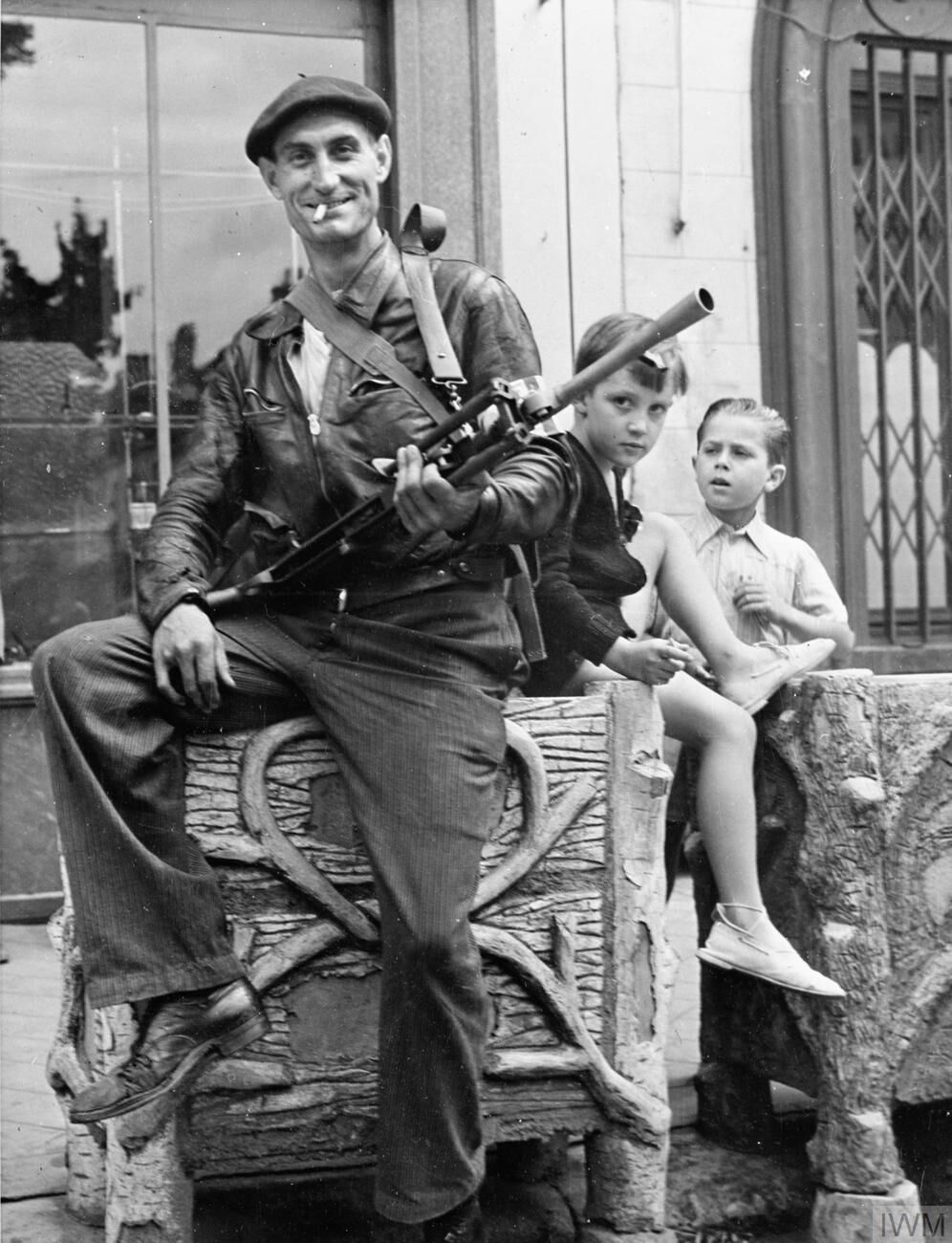
Membre de les Forces Franceses de l'Interior (FFI) amb la seva metralladora lleugera Bren a Châteaudun, 1944

Un moviment de resistència és un grup o conjunt de grups dedicats a oposar-se a un invasor en un país ocupat o a un govern d'un Estat sobirà. Pot tractar d'aconseguir els seus objectius bé mitjançant la resistència no violenta (algunes vegades anomenada resistència civil) o mitjançant l'ús de la força. En molts casos, com per exemple a Noruega en la Segona Guerra Mundial, un moviment de resistència pot utilitzar tant mètodes violents com no violents, normalment, operant sota diferents organitzacions i actuant en diferents fases o àrees geogràfiques a l'interior del país.
El terme resistència generalment s'utilitza per designar un moviment considerat legítim. Així, organitzacions i individus crítics a la intervenció forana i que recolzen formes de moviment organitzat (particularment on els ciutadans són afectats) tendeixen a afavorir en fer servir el terme. Quan un moviment de resistència utilitza la violència, aquells que hi estiguin favorablement disposats a utilitzar-la poden parlar també de «lluitadors per la llibertat».
Sobre la legalitat dels moviments de resistència armada en el Dret internacional, hi ha una disputa entre Estats des de almenys el 1899, quan va tenir lloc la primera gran codificació de les lleis de guerra en la forma d'una sèrie de tractats internacionals. En el preàmbul de la Convenció de l'Haia de 1899 sobre guerra terrestre, va ser presentada la clàusula Martens com un compromís sobre la disputa entre les potències mundials, que consideraven que els franctiradors i partisans eren combatent il·legal, subjectes a ser executats al moment de la seva captura, mentre que els Estats menys poderosos mantenien la seva posició que havien de ser considerats com a combatents legals. En dates més recents, el Protocol I (1977) de les Convencions de Ginebra del 12 d'agost de 1949, que se centra en la «protecció de les víctimes dels conflictes armats internacionals», es refereix en l'article 1, paràgraf 4 als conflictes armats «... on els pobles estan lluitant contra el domini colonial i l'ocupació estrangera i contra règims racistes...». Aquesta fraseologia conté moltes ambigüitats que ennuvolen la qüestió de qui és o no un combatent legítim. Per tant, depenent de la perspectiva d'un govern, un moviment de resistència podria ser o no catalogat com un grup terrorista basant-se en si els membres del moviment són considerats combatents legals o il·legals i el seu dret a resistir l'ocupació és reconeguda.